# Мещанинов, Артём Олегович
Артём Олегович Мещанинов (19 февраля 1996, Колпино, Россия) — российский футболист, защитник.

## Клубная карьера

### Ранние годы
С десяти лет занимался в колпинском «Ижорце» под руководством Константина Валентиновича Линёва. С 2011 по 2013 год — в системе петербургского «Зенита». Позже выступал один сезон за «Тревис и ВВК» на молодёжном уровне. Сезон 2014/15 отыграл в молодёжной команде клуба «Тосно». В 2014 году принимал участие в Мемориале Гранаткина в составе сборной Санкт-Петербурга. 

### «Баник»
Летом 2015 года на правах свободного агента подписал трёхлетний контракт с чешским клубом «Баник» Острава, первую половину сезона выступал за молодёжную команду. В 2016 году у «Баника» сменился главный тренер, и Властимил Петржела стал активно привлекать Мещанинова к тренировкам и матчам первой команды. Его дебют в Синот лиге состоялся 20 февраля 2016 года в матче против «Фастава». Свой первый гол забил 14 мая, в заключительном матче сезона против «Зброёвки». Всего в своём дебютном сезоне игрок принял участие в одиннадцати встречах чемпионата. 

#### Аренда в «Зноймо»
9 августа 2017 года на правах аренды перешёл в клуб «Зноймо», за который провёл 9 матчей. Большую часть сезона 2017/18 пропустил из-за операции на колене.

### «Балтика»
9 августа 2019 года отправился в аренду в калининградскую «Балтику». В сезоне 2019/20, который не был доигран из-за пандемии COVID-19, провёл 9 матчей и не отметился результативными действиями. 3 июля 2020 года подписал полноценный контракт с клубом. За два сезона, проведённые в клубе, стал лидером команды в обороне, неоднократно входил в символическую сборную туров ФНЛ, в некоторых матчах выводил команду на поле с капитанской повязкой.

### «Сочи»
16 июня 2022 года перешёл в «Сочи». 